# Рущизна
Рущизна (пол. Ruszczyzna) — село в Польщі, у гміні Комарув-Осада Замойського повіту Люблінського воєводства.
Населення — 158 осіб (2011).
У 1975-1998 роках село належало до Замойського воєводства.

## Демографія
Демографічна структура станом на 31 березня 2011 року:
|          | Загалом | Допрацездатний вік | Працездатний вік | Постпрацездатний вік |
| -------- | ------- | ------------------ | ---------------- | -------------------- |
| Чоловіки | 85      | 23                 | 48               | 14                   |
| Жінки    | 73      | 17                 | 32               | 24                   |
| Разом    | 158     | 40                 | 80               | 38                   |